# Dove osano le aquile
Dove osano le aquile (Where Eagles Dare) è un film britannico del 1968 diretto da Brian G. Hutton.

## Trama
Durante la seconda guerra mondiale un commando anglo-statunitense di paracadutisti è incaricato di liberare il generale statunitense Carnaby, ideatore del piano d'invasione dell'Europa. Il generale è stato catturato dai tedeschi e tenuto prigioniero in un castello sulle Alpi bavaresi.
Il gruppo viene paracadutato nei pressi di Werfen, un villaggio ai piedi della montagna dove sorge lo Schloß Adler (fortezza di Hohenwerfen), il castello delle aquile. La situazione si complica fin dall'inizio, con la morte, non accidentale, di due membri della missione e con la cattura del gruppo da parte dei soldati tedeschi.
Il maggiore del Regno Unito Smith e il tenente statunitense Shaffer riescono a sfuggire alla cattura e a introdursi abilmente nel castello tramite la teleferica, aiutati da Mary, un'agente del servizio britannico in supporto al gruppo.
Smith e Shaffer riescono a raggiungere, non visti, il salone dove si sta svolgendo l'interrogatorio del generale statunitense catturato. Assistono all'ingresso nella sala dei loro tre compagni prigionieri, che si rivelano essere agenti del controspionaggio tedesco. I due fanno irruzione nella sala e Smith si dichiara un ufficiale del controspionaggio tedesco, accusando i tre agenti di essere doppiogiochisti del Regno Unito, e con l'inganno estorce i nomi e gli indirizzi di tutti gli agenti tedeschi nel Regno Unito , compreso il loro capo.
A questo punto svela che la reale missione era proprio smantellare la rete di spie tedesche, e che il generale è in realtà il caporale Cartwright Jones, un sosia del generale che non conosce in alcun modo il piano di invasione. La festa gli viene rovinata dal maggiore Von Hapen della Gestapo, ma riesce a eliminarlo facendogli credere di aver scoperto un complotto per eliminare Hitler.
Ottenuti i nomi delle spie il commando, con non poche difficoltà e dopo aver arrecato alcuni danni con gli esplosivi, abbandona il castello e raggiunge l'aeroporto militare dove li aspetta l'aereo per portarli a casa. A bordo trovano il colonnello Turner che, smascherato dal maggiore Smith come capo dell'organizzazione spionistica tedesca, sceglie, in alternativa alla corte marziale, il suicidio lanciandosi dall'aereo.

## Distribuzione
Il doppiaggio italiano del film fu eseguito dalla S.A.S. e diretto da Fede Arnaud su dialoghi di Attilio Tellini, nei quali l'MI6 viene erroneamente chiamato M unosei.

## Curiosità
All'inizio del film si vede il Generale Rosemeyer arrivare al castello in elicottero. Si tratta di un errore grossolano in quanto, durante la seconda guerra mondiale, gli elicotteri erano ancora allo stato di prototipo e ben lontani, anche nella forma, dal velivolo che si vede nel film. Di sicuro non erano ancora impiegati in guerra né tantomeno per il trasporto di alti ufficiali.